# Papež Konstantin
 Za protipapeža glej Protipapež Konstantin II.
Konstantin je bil rimski škof, (papež) Rimskokatoliške cerkve, * 664 Sirija (Umajadski kalifat ), † 9. april 715, Rim, Bizantinsko cesarstvo.

## Življenjepis
Konstantin je bil zadnji v vrsti papežev, ki so bili Sirijci oziroma Grki. 
Konstantin je bil pa tudi zadnji papež, ki ga je 710 povabil (kar je pomenilo pravzaprav ukaz) bizantinski cesar Justinijan, da je dopotoval v Carigrad. Spremljal ga je sposobni diakon – ki je postal njegov naslednik kot Gregor II.. Le-ta je odgovarjal na postavljena vprašanja tako spretno in temeljito, da je vse presenetil. Papež je sprejel odloke trulanske sinode le v tem smislu, kolikor ne nasprotujejo cerkvenemu nauku glede vere in nravnosti in kolikor so v skladu z izročilom zahodne Cerkve.
S cesarjem se je srečal v Nikomediji 711. Tu mu je cesar poljubil stopala kot znamenje pokorščine, papež pa mu je podelil obhajilo kot znamenje sprejema v skupnost z vesoljno Cerkvijo.

## Smrt
Umrl je naravne smrti v Rimu 9. aprila 715 in je pokopan v cerkvi svetega Petra v Vatikanu.